# Cot Ketapang Tanjong
Cot Ketapang Tanjong is een bestuurslaag in het regentschap Pidie van de provincie Atjeh, Indonesië. Cot Ketapang Tanjong telt 373 inwoners (volkstelling 2010).